# هنريك كريستيانسن (متزلج سريع)
هنريك كريستيانسن (بالنرويجية البوكمول: Henrik Christiansen)‏ هو متزلج سريع نرويجي، ولد في 10 فبراير 1983 في النرويج.

## وصلات خارجية
- هنريك كريستيانسن على موقع SpeedSkatingBase.eu (الإنجليزية)
- هنريك كريستيانسن على موقع SpeedSkatingNews.info (الإنجليزية)
- هنريك كريستيانسن على موقع SpeedSkatingStats.com (الإنجليزية)
- هنريك كريستيانسن على موقع اللجنة الأولمبية الدولية (الإنجليزية)
- هنريك كريستيانسن على موقع أوليمبيديا (الإنجليزية)